# Sirius (Lied)
Sirius ist ein Instrumentalstück der britischen Progressive-Rock-Band The Alan Parsons Project. Es wurde 1982 auf dem Album Eye in the Sky veröffentlicht.

## Veröffentlichungen
Auf dem Album stellt Sirius das Eröffnungsstück dar, das nahtlos in den Titelsong übergeht. Es ist, wie bereits bei vielen Vorgängerplatten der Band, als instrumentales Intro anzusehen. Die beiden Lieder werden live zumeist hintereinander aufgeführt, so auch auf den Livemitschnitten Live (1994), Eye 2 Eye: Live in Madrid (2010), LiveSpan (2013) und Live in Colombia (2016).
Auf der 2007 erschienenen, erweiterten Wiederveröffentlichung von Eye in the Sky ist eine roher klingendere Demoversion von Sirius enthalten.

## Besetzung
- Fairlight CMI: Alan Parsons
- Keyboard: Eric Woolfson, Haydn Bendall
- Gitarre: Ian Bairnson
- Schlagzeug: Stuart Elliot
- Bass: David Paton
- Orchesterarbeiten: Andrew Powell

## Weitere Verwendung
Sirius ist in den USA äußerst populär bei Sportveranstaltungen. Das Lied wird noch immer mit den Chicago Bulls assoziiert, wo es zu deren Glanzzeiten in den 1990er Jahren die Anfangsaufstellung (inklusive Michael Jordan) vor den Spielen begleitete. In der deutschen Basketballbundesliga wird das Stück immer beim Einlaufen der Spieler der Basketball Löwen Braunschweig gespielt, die Telekom Baskets Bonn nutzen es als Intro. Auch die deutschen Fußballvereine Eintracht Frankfurt, SV Werder Bremen, SV Darmstadt 98,  VfB Stuttgart, VfL Wolfsburg, 1. FC Nürnberg und 1. FC Kaiserslautern nutzen oder nutzten das Stück als Untermalung bei Spielaufstellungen bzw. dem Auflaufen der Mannschaften. Daneben wurde es als Einleitungshymne bei den Nebraska Cornhuskers, den Iowa State Cyclones, den Detroit Lions (NFL), dem legendären Wrestlingprofi Ricky Steamboat und während der Premier League 2007/08 vom englischen Fußballteam Manchester City benutzt. Sirius wurde auch während der Fußball-Europameisterschaft 2012 in den Stadien zwischen Abspielen der Nationalhymnen und Anpfiff gespielt.
Eine Version von Sirius wurde im Film Bierfest von 2006 verwendet. Ebenso enthielt das Fußball Arcade-Spiel Super High Impact aus den frühen 1990er Jahren eine Version von Sirius.